# ACE (magazin)
Az ACE (Advanced Computer Entertainment) egy multi platform számítógépes és konzolos játékokkal foglalkozó magazin volt, melyet a Future Publishing, majd később az EMAP adott ki az Egyesült Királyságban.

## Története
1987 októberében alapították, nagyjából egy időben a ludlowi székhelyű Newsfield The Games Machine magazinjával. Az újság személyzete főként korábbi Amstrad Action és Personal Computer Games dolgozók közül került ki, köztük Peter Connor és Steve Cooke társszerkesztőkkel. A korábban az Amstrad Action-nél dolgozó Andy Wilton lett az ismertető szerkesztő, míg Dave Packer és Andy Smith a személyzeti írók. Trevor Gilham, egy másik volt Amstrad Action tag lett a művészeti vezető.
A design és a tartalom nagyon csiszolt és tiszta volt. A lakkozott magazin egyedi, professzionális érzést keltett, hasonlóan a Future Edge magazinjának terveihez.
Miután az EMAP felvásárolta az újságot a Future Publishing az ACE szerkesztőit az Amiga Format és az ST Format magazinokhoz osztotta be.

## Tartalom
A kezdetekben Atari ST, Amiga, C64, ZX Spectrum és Amstrad CPC számítógépekkel foglalkoztak, azonban ha megjelent egy újabb gép akkor azt is felvették a palettájukra. Bár főként a játékokról írt cikkek alkották az újság legnagyobb részét, azért voltak grafikákról és zenéről szóló tartalmak is. Egy kazettát, majd később egy floppy lemezt is csomagoltak a magazin lapszámaihoz, amit játékdemókkal töltöttek meg.

### Screen Test
A Screen Test volt a magazin játék ismertető szakasza. A játékok vizuális megjelenését, a hangzását, az „IQ faktor”-át és a hangulatát pontozták tízes skálán, valamint egy átfogó pontszámot is adtak, amelyet az összes tesztelő véleménye határozott meg és ezres skálán értékelték. Az újságban „becsült érdekeltségi görbék” is láthatóak voltak, amelyek a játékok több hónapra előremutató érdekeltségi szintjét becsülték meg.